# Roger Dutilleul

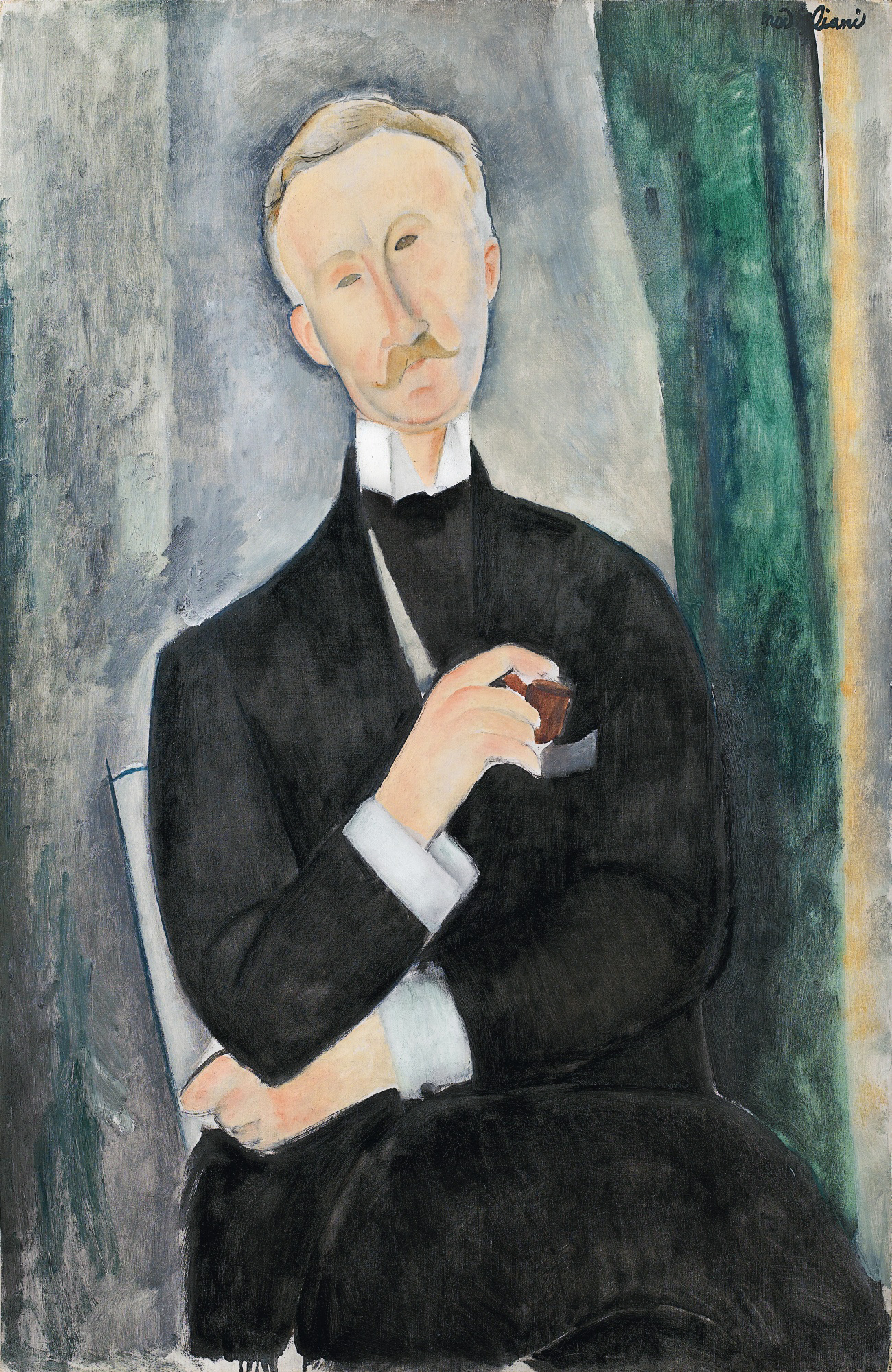
Roger Dutilleul (Amedeo Modigliani, 1919)

Roger Adolphe Dutilleul (* 1873 in Paris; † 1956 ebenda) war ein französischer Industrieller und Kunstsammler.
Dutilleul war der erste französische Sammler von Gemälden der frühen Moderne, speziell kubistischer Werke von Georges Braque und Pablo Picasso. Außerdem sammelte er Gemälde der École de Paris, u. a. von Amedeo Modigliani, der ihn porträtierte.

## Leben und Sammlung
Roger Dutilleul stammte aus einer mittelständischen und wohlhabenden Familie und war Geschäftsführer einer großen Zementfabrik in Boulogne-sur-Mer. Er begann seine Sammeltätigkeit um 1907 und war von 1908 bis 1914 regelmäßiger Kunde des Kunsthändlers Daniel-Henry Kahnweiler, bei dem er Werke von Georges Braque und Pablo Picasso erstand. Weitere Händler, bei denen er seine Bilder erstand, waren Ambroise Vollard und Léonce Rosenberg. Nach dem Ersten Weltkrieg waren die Preise für Picasso und andere Kubisten in Höhen gestiegen, die er nicht mehr bezahlen konnte. Entsprechend begann er, Werke von Fernand Léger zu sammeln, kritisierte dagegen die Werke von Juan Gris und Henri Matisse als zu gestellt und zu wenig expressiv.
In den 1920er Jahren verlagerte er seine Sammlung auf Werke der École de Paris und konzentrierte sich auf Moise Kisling, Chaim Soutine, Maurice Utrillo und Amedeo Modigliani. Letzterer porträtierte Dutilleul 1918, das Porträt befindet sich heute in privater Hand. Zwischen 1928 und 1939 unterstützte er vor allem André Lanskoy.
Dutilleul starb 1956 und hinterließ seine Sammlung seinem Neffen Jean Masurel und dessen Frau Geneviève, die sie 1979 zum Kern des LaM – Lille Métropole, musée d’art moderne, d’art contemporain et d’art brut in Lille machten.